# 盛事基金
盛事基金（英語：Mega Events Fund）是由香港特別行政區政府於2010年特別撥出一億港元成立，為期三年，用以支持香港非牟利機構（如體育組織、非政府機構、藝術會等）於2012年3月31日前籌辦文化、藝術和體育活動，為香港增添更多姿采和活力，使訪港旅客的旅遊體驗更豐富，鞏固香港作為「亞洲盛事之都」的地位。

## 背景
在《2009年至2010年度香港政府財政預算案》中財政司司長為「保就業 穩民生」，在未來三年創造62,000個工作及實習機會，涉及金額預計為16億港元，其中預留1億元用以協助相關的主辦機構，在未來三年籌辦更多具吸引力的文化、藝術和體育活動，進一步推動香港成為「亞洲的盛事之都」，藉此吸引來自世界各地更多的旅客訪港，從而刺激消費，帶動經濟發展，並預計透過活動將會創造約28,00個職位。
財政司司長在《2012年至2013年度香港政府財政預算案》中，建議撥出15,000萬元，延長盛事基金運作五年。盛事基金評審委員會經檢討後建議後，將基金修訂為兩層機制，第一層的目標是吸引享譽國際的盛事在香港舉辦，而第二層則是過去計劃的改良版，目的是向本地非牟利機構提供撥款，在本港舉辦盛事，撥款建議在2012年4月獲得立法會財務委員會通過。

## 成立及管理
2009年5月8日香港立法會財務委員會批准成立一個為期3年承擔額為1億元的基金，由商務及經濟發展局轄下的旅遊事務署負責管理，並由商務及經濟發展局常任秘書長（工商及旅遊）擔任管制人員。旅遊事務署為評審委員會和基金的運作提供行政支援而成立一個秘書處。

## 評審委員會
評審委員會由一位非官方人士擔任主席，成員包括來自旅遊、文化、藝術、體育和活動管理界別具備豐富相關經驗的社會人士和相關的政策局或政府部門代表，香港政府在2009年6月12日公布盛事基金評審委員會主席及委員的委任名單，由6月15日起生效，任期為期3年。委員會將就有關運用基金的事宜向商務及經濟發展局局長提供意見。並向商務及經濟發展局常任秘書長（工商及旅遊）就基金申請、跟進入選的申請機構工作進度及評核相關機構的表現等提供建議。

### 成員名單（2012-2014年）
主 席
- 林健鋒議員

成 員
- 柏齊司先生（Mr Chris Burke）
- 傅浩堅教授
- 賀百新先生（Mr Michael Hobson）
- 梁偉賢先生
- 陳智文先生
- 旅遊事務副專員
- 政府新聞處副署長
- 民政事務局副秘書長

秘 書
- 旅遊事務助理專員2

資料來源：政府任命盛事基金評審委員會 

## 申請條件
評審申請的準則主要考慮經濟效益（佔30分）、公共關係及其他效益（佔20分）、盛事的規模（佔10分）、技術可行性（佔20分）及財政可行性（佔20分）等5項因素。而 委員會評審個別申請時亦會考慮包括：
1. 提升香港的國際形象，締造品牌效應，吸引專程為盛事來港的旅客，以及促使本港和海外傳媒報道；
2. 具相當規模，參與總人數（包括參與者、觀眾和記者）最少應達1萬人；
3. 包含國際元素，並有來自海外和內地人士參與； 以及
4. 可讓本港市民參與。

## 資助活動
| 編號           | 主辦機構                                    | 項目名稱                            | 舉行日期               | 舉行場地                                                        | 基金撥款       | 項目預算       |
| 第一輪入選盛事 | 第一輪入選盛事                              | 第一輪入選盛事                      | 第一輪入選盛事         | 第一輪入選盛事                                                  | 第一輪入選盛事 | 第一輪入選盛事 |
| -------------- | ------------------------------------------- | ----------------------------------- | ---------------------- | --------------------------------------------------------------- | -------------- | -------------- |
| 01.            | 香港管弦樂團                                | 太古港樂·星夜·交響曲                | 2009年11月13日         | 跑馬地馬場                                                      | 140萬元        | 426萬元        |
| 02.            | 香港網球贊助人協會                          | 香港網球精英賽2010                  | 2010年1月6–9日         | 維多利亞公園網球場                                              | 900萬元        | 2,430萬元      |
| 03.            | 洪聖誕籌備委員會有限公司                    | 梅窩水燈及天燈節                    | 2010年3月26-29日       | 梅窩多個場地                                                    | 150萬元        | 616萬元        |
| 04.            | 香港青年協會                                | 2010國際無伴奏合唱節                | 2010年3月27日–4月22日  | 香港多個表演場地                                                | 80萬元         | 275萬元        |
| 05.            | 春天實驗劇團 焦媛實驗劇團 阿盧製作 中英劇團 | 香港音樂劇展演                      | 2010年3月29日–4月21日  | 香港理工大學賽馬會綜藝館                                        | 250萬元        | 745萬元        |
| 06.            | 香港遊艇會                                  | 路易威登盃帆船大賽─香港站           | 2010年10月27日-12月5日 | 維多利亞港                                                      | 不適用 1       |                |
| 總計：         | 總計：                                      | 總計：                              | 總計：                 | 總計：                                                          | 1,520萬元      |                |
| 第二輪入選盛事 |                                             |                                     |                        |                                                                 |                |                |
| 07.            | The Birch Foundation                        | Hope and Glory                      | 2010年4月8日–5月30日   | Artistree（太古坊康和大廈）                                     | 200萬元        | 1,417萬元      |
| 總計：         | 總計：                                      | 總計：                              | 總計：                 | 總計：                                                          | 200萬元        |                |
| 第三輪入選盛事 |                                             |                                     |                        |                                                                 |                |                |
| 08.            | 香港龍舟協會 香港旅遊發展局                 | 香港龍舟嘉年華                      | 2010年7月23–25日       | 維多利亞港及尖東海傍                                            | 500萬元        | 1,500萬元      |
| 09.            | 香港網球贊助人協會                          | 香港網球精英賽2011                  | 2011年1月5–8日         | 維多利亞公園網球場                                              | 500萬元        | 2,350萬元      |
| 10.            | 香港高爾夫球總會                            | 香港女子公開賽                      | 2011年4月25日–5月1日   | 上水香港高爾夫球會                                              | 800萬元        | 3,000萬元      |
| 總計：         | 總計：                                      | 總計：                              | 總計：                 | 總計：                                                          | 1,800萬元      |                |
| 第四輪入選盛事 |                                             |                                     |                        |                                                                 |                |                |
| 11.            | 香港龍獅節籌備委員會                        | 2011香港龍獅節 之健力龍獅．活力香江 | 2011年1月1日           | 尖沙咀街道                                                      | 100萬元        |                |
| 12.            | 林村許願廣場發展有限公司                    | 香港許願節                          | 2011年2月11-17日       | (香港)林村許願廣場                                              | 180萬元        |                |
| 13.            | 香港龍舟協會 香港旅遊發展局                 | 香港龍舟嘉年華                      | 2011年6月17–19日       | 維多利亞港及尖東海傍                                            | 400萬元        |                |
| 14.            | 香港爵士樂會                                | 香港國際爵士音樂節2011              | 2011年9月25日-10月2日  | 香港多個表演場地                                                | 300萬元        |                |
| 15.            | 香港高爾夫球總會                            | 2011瑞銀香港高爾夫球公開賽          | 2011年12月1-4日        | 上水香港高爾夫球會                                              | 800萬元        |                |
| 總計：         | 總計：                                      | 總計：                              | 總計：                 | 總計：                                                          | 1,780萬元      |                |
| 第五輪入選盛事 |                                             |                                     |                        |                                                                 |                |                |
| 16.            | 香港板球總會                                | 香港六人板球賽2011                  | 2011年10月28-30日      | 佐敦覺士道九龍木球會                                            | 350萬元        |                |
| 17.            | 林村許願廣場發展有限公司                    | 香港許願節2012                      | 2012年1月23日-2月6日   | 大埔林村許願廣場                                                | 144萬元        |                |
| 總計：         | 總計：                                      | 總計：                              | 總計：                 | 總計：                                                          | 494萬元        |                |
| 第六輪入選盛事 |                                             |                                     |                        |                                                                 |                |                |
| 18.            | 香港龍獅節籌備委員會                        | 2012香港龍獅節                      | 2012年1月1日           | 中環遮打道至灣仔修頓球場                                        | 140萬元        |                |
| 總計：         | 總計：                                      | 總計：                              | 總計：                 | 總計：                                                          | 140萬元        |                |
| 0              |                                             |                                     |                        |                                                                 |                |                |
| 19.            | 香港龍舟協會 香港旅遊發展局                 | 2012香港龍舟嘉年華                  | 2012年7月2日-8日       | 維多利亞港沿尖東海傍                                            | 650萬元        |                |
| 總計：         | 總計：                                      | 總計：                              | 總計：                 | 總計：                                                          | 650萬元        |                |
| 0              |                                             |                                     |                        |                                                                 |                |                |
| 20.            | 香港高爾夫球總會                            | 2012瑞銀香港高爾夫球公開賽          | 2012年11月15-18日      | 上水香港高爾夫球會                                              | 1,500萬元      |                |
| 21.            | 香港龍獅節籌備委員會                        | 2013香港龍獅節                      | 2013年1月1日           | 沿尖沙咀廣東道、香港文化中心、 星光大道至百周年紀念公園巡遊演出 | 140萬元        |                |
| 22.            | 林村許願廣場發展有限公司                    | 香港許願節2013                      | 2013年2月              | 大埔林村許願廣場                                                | 245萬元        |                |
| 23.            | 傑志基金有限公司                            | 傑志對曼聯足球表演賽                | 2013年7月中            | 香港大球場                                                      | 800萬元        |                |
| 總計：         | 總計：                                      | 總計：                              | 總計：                 | 總計：                                                          | 2,685萬元      |                |

^  注解1：　有份籌辦賽事的世界帆船隊協會（WSTA）更改2011年多項國際賽安排，加插了7場美洲盃預賽，令原定來港的船隊未能同時兼顧兩項賽事，惟有取消香港之旅，香港遊艇會和相關協辦機構宣布取消香港站賽事，由於基金未向主辦機構發放款項，故沒有金錢上損失。

## 效果成疑
經歷兩年零九個月盛事基金共批出約5,134萬港元資助16個項目，吸引了逾77萬人次參與，但是旅客僅佔兩成，總數15萬名參與的旅客比較一個周末的訪開香港旅客人數更少。盛事基金被批評有贊助的盛事重複及欠缺吸引力等問題，例如網球精英賽、香港龍舟嘉年華、香港許願節及香港龍獅節均續兩年獲得資助，而且香港六人板球賽、香港音樂劇展演及香港2010國際無伴奏合唱節等難稱盛事，有濫竽充數之嫌。

## 外部連結
- 官方網站
- 2009年至2010年度香港政府財政預算案演辭：保就業 （页面存档备份，存于）